# بسکیدی پروتتستد لاندستساپه ارا
بسکیدی پروتتستد لاندستساپه ارا (به چکی: Beskydy Protected Landscape Area) یک منطقهٔ مسکونی در جمهوری چک است که در ناحیه فریدک-میستک واقع شده‌است.